# Anjīrān
Anjīrān (persiska: اَنجيران, انجیران) är en ort i Iran.   Den ligger i provinsen Kurdistan, i den nordvästra delen av landet, 500 km väster om huvudstaden Teheran. Anjīrān ligger 1 540 meter över havet och antalet invånare är 466.
Terrängen runt Anjīrān är huvudsakligen kuperad, men norrut är den bergig.Runt Anjīrān är det ganska tätbefolkat, med 60 invånare per kvadratkilometer. Närmaste större samhälle är Marivan, 17,5 km söder om Anjīrān. Trakten runt Anjīrān består i huvudsak av gräsmarker.